# Tendosphaera biellensis
Tendosphaera biellensis là một loài chân đều trong họ Tendosphaeridae. Loài này được Verhoeff miêu tả khoa học năm 1936.